# Aethomys silindensis
Aethomys silindensis es una especie de roedor de la familia Muridae.

## Distribución geográfica
Se encuentra en Zimbabue y posiblemente en Mozambique.

## Hábitat
Su hábitat natural son: clima tropical o subtropical, bosques secos.